# Gloydius shedaoensis
Gloydius shedaoensis là một loài rắn trong họ Rắn lục. Loài này được Zhao mô tả khoa học đầu tiên năm 1979.